# Titãs
Titãs è un gruppo rock brasiliano fondato nel 1982 a San Paolo.

## Storia
Rappresenta una formazione erede della lezione lasciata dai britannici Clash, perché si lascia notare per l'ampia sperimentazione attraverso più generi musicali piuttosto distanti tra loro. Ritroviamo infatti lo ska nel loro album d'esordio, il funk rock in Cabeça Dinossauro (che si è guadagnato il posto come il 19º miglior album brasiliano per Rolling Stone), l'hardcore punk di Titanomaquia, la new wave/Post-punk di Jesus não Tem Dentes no País dos Banguelas. In altre opere si osserva l'incorporazione di suoni elettronici.

## Formazione

### Formazione attuale
- Branco Mello - voce (1982-2018, 2018-2021, 2022-presente), basso (2002-2018, 2018-2021, 2022-presente)
- Sérgio Britto - voce e tastiera (1982-presente), basso (nei brani cantati da Branco Mello, 2009-2018, 2018-2021, 2022-presente)
- Tony Bellotto - chitarra (1982-presente), voce (2016-presente)
- Paulo Miklos - voce (1982-2016, touring 2023), chitarra (2001-2016, touring 2023), sassofono, armonica a bocca, mandolino e banjo (1986-2009, touring 2023), tastiera (1982-1986, touring 2023), basso (1982-1986)
- Nando Reis - voce e basso (1982-2002, 2012, touring 2023)
- Arnaldo Antunes - voce (1982-1992, 1997, 2008, 2012, touring 2023)
- Charles Gavin - batteria e percussioni (1985-2010, 2012, touring 2023)

### Ex componenti
- Ciro Pessoa - voce (1982-1984, morto nel 2020)
- André Jung - batteria (1982-1985)
- Marcelo Fromer - chitarra (1982-2001, morto nel 2001)

### Turnisti
- Emerson Villani - chitarra (2001-2007)
- Lee Marcucci - basso (2002-2009, 2018)
- André Fonseca - chitarra (2007-2009)
- Mario Fabre - batteria (2010-2023)
- Beto Lee - chitarra (2016-2022, 2022-2023), voce (2018, 2021-2022)
- Caio Góes Neves - basso (2021-2022)
- Tiago Adorno - chitarra (2022)
- Liminha - chitarra (2023-presente), contribuzioni in studio (1986-1991)

## Discografia

### Album studio
- (1984) Titãs
- (1985) Televisão
- (1986) Cabeça Dinossauro
- (1987) Jesus não Tem Dentes no País dos Banguelas
- (1989) Õ Blésq Blom
- (1991) Tudo ao Mesmo Tempo Agora
- (1993) Titanomaquia
- (1995) Domingo
- (1998) Volume Dois
- (1999) As Dez Mais
- (2001) A Melhor Banda de Todos os Tempos da Última Semana
- (2003) Como Estão Vocês?
- (2009) Sacos Plásticos
- (2014) Nheengatu
- (2018) Doze Flores Amarelas
- (2021) Titãs Trio Acústico
- (2022) Olho Furta-Cor

### Live
- (1988) Go Back
- (1997) Acústico MTV: Titãs
- (1999) Sempre Livre Mix: Titãs & Paralamas Juntos ao Vivo (con Os Paralamas do Sucesso)
- (2005) MTV ao Vivo: Titãs
- (2008) Paralamas e Titãs Juntos e ao Vivo (con Os Paralamas do Sucesso)
- (2012) Cabeça Dinossauro ao Vivo 2012
- (2015) Nheengatu ao Vivo
- (2018) Doze Flores Amarelas ao Vivo

### Raccolte
- (1994) Titãs 84-94
- (2000) E-collection - Titãs
- (2001) Warner 25 Anos: Titãs
- (2006) Warner 30 Anos: Titãs